# Aborto em Moçambique
Em Moçambique, o aborto, regulamentado por uma lei do final do século XIX, é permitido apenas em caso de risco de vida para a mulher grávida. Com o novo Código Penal o aborto será permitido até as 12 semanas de gravidez, e em caso de estupro, até a 16ª semana. A lei, promulgada pelo presidente moçambicano Armando Guebuza em dezembro de 2014, entra em vigor assim que for ratificada pelo parlamento nacional.